# Ida Masius
Ida Wilhelmine Clara Caroline Masius (* 3. August 1824 in Ludwigslust als Ida Wilhelmine Clara Caroline Frese; † 4. Februar 1897 in Schwerin) war eine deutsche Gründerin. Die Konzipierung, Gründung und Leitung des Augustenstift zu Schwerin unter dem Protektorat der Großherzogin Auguste 1855 und des ersten speziellen Kinderkrankenhauses in Mecklenburg auf der Basis selbst gesammelter Spenden 1866,  ab 1883 im Neubau  Anna-Hospital (Schwerin) sowie weiterer karitativer Einrichtungen  machen sie zu einer der bedeutendsten Frauen bürgerlicher Herkunft in der Sozialgeschichte Schwerins und Mecklenburgs.

## Biografie
Ida Masius, geb. Frese, wurde als ältestes von sechs Kindern des Regimentsarztes Carl Frese und dessen Ehefrau Elisabeth, geb. Sachse, einer Tochter des Geheimen Medizinalrats Johann David Wilhelm Sachse in der damaligen großherzoglichen Residenz Ludwigslust geboren. Sie verlebte dort ihre Kindheit zur selben Zeit wie der fast gleichaltrige spätere Großherzog Friedrich Franz II., zu dem sie – wie die erhaltene Korrespondenz zeigt – ebenso wie zu seinen Ehefrauen seit Beginn ihres Wirkens in Schwerin und bis zu seinem Ableben ein vertrauensvolles Verhältnis pflegte. Seit 1818 etablierte sich durch Auguste von Hessen-Homburg, Witwe des 1819 verstorbenen Erbgroßherzogs, am großherzoglichen Hof in Ludwigslust verstärkt eine von der Erweckungstheologie beeinflusste Frömmigkeit, welche sowohl den späteren Großherzog Friedrich Franz II. als auch Ida Masius stark prägten und die Basis ihrer späteren Zusammenarbeit im karitativen Bereich bildete.
Auch die häusliche Erziehung war stark christlich geprägt; sie wurde außerdem von ihrer Mutter neben der Betreuung ihrer jüngeren Geschwister früh zu Arbeiten im Haushalt, vom Vater im Garten herangezogen; diese christliche Prägung und praktischen Erfahrungen bildeten die Grundlage zur späteren Gründung und Leitung karitativer Einrichtungen zur Ausbildung von Mädchen aus mittellosen Familien im geistlichen und hauswirtschaftlichen Bereich (s. u.).
Ida Masius erhielt mit ihrer jüngeren Schwester und den drei Töchtern der befreundeten Familie von Buch in Privatunterricht bei einem an einem Lehrerseminar für künftige Volksschullehrer ausgebildeten Pädagogen eine einfache Bildung. Für sie blieb es trotz Interesses und sehr guten Anlagen dabei, da in Ludwigslust keine Höhere Mädchenschule existierte. Der Religionsunterricht beim späteren Schweriner Oberkirchenratspräsidenten Theodor Kliefoth wurde prägend für ihr späteres soziales Engagement.
1843 erfolgte durch den damals 20-jährigen Großherzog die Versetzung des Vaters als Generalarzt und damit der Umzug der Familie nach Schwerin. 1844 fand die Verlobung, 1845 die Eheschließung mit dem 15 Jahre älteren Kammerregistrator Friedrich Masius statt. Die Ehe wird in ihrem Lebensbericht als harmonisch, der Ehemann als liebevoll beschrieben. Friedrich Masius ermöglichte seiner Frau z. B. Mal- und Zeichenunterricht. Nach der Geburt des einzigen Sohnes Carl (Lucian Wilhelm Johann, * 25. März 1846) 1846 folgte eine schwere und langwierige Erkrankung. Friedrich Masius erkrankte im Juli 1854 schwer und verstarb nach einem dreimonatigen Aufenthalt in der Berliner Charité am 14. Januar 1855. Ida Masius zog sich seit diesem Zeitpunkt vom gesellschaftlichen Leben zurück und widmete sich neben der Erziehung ihres Sohnes nur noch ihrer karitativen Tätigkeit.
Ihr Sohn Carl besuchte zunächst das Gymnasium in Schwerin, dann das Katharineum zu Lübeck bis zum Abitur Ostern 1868. Er studierte Rechtswissenschaften in Heidelberg, Berlin, Leipzig und Rostock, unterbrochen vom Dienst als Einjährig-Freiwilliger beim 2. Garde-Regiment zu Fuß im Deutsch-Französischen Krieg 1870/71. Ab 1878 lebte er als Cand. iur. wieder bei seiner Mutter in Schwerin. Nach deren Ableben 1897 besuchte er drei Jahre das Predigerseminar Kropp, das lutherische Geistliche für den Dienst in den USA ausbildete. Nach mit "Gut" bestandenen Examen reiste er im Mai 1900 in die USA aus und wurde Pastor in Madison (Connecticut) und Brockport (New York).
Bis vier Tage vor ihrem Ableben in ihren Ämtern aktiv, verstarb Ida Masius an einer Lungenentzündung. Ihr Tod rief unter der Bevölkerung Schwerins große Anteilnahme hervor. Großherzogin Marie, die Witwe des Großherzogs Friedrich Franz II., hatte Ida Masius zuvor in ihrem kleinen Haus in der Schweriner Bergstraße besucht; sie folgte bei ihrem Begräbnis auch deren Sarg. Großherzog Friedrich Franz III. stiftete ihr als ältester Sohn der Großherzogin Auguste, mit der Ida Masius persönlich in der Arbeit für die kranken und armen alten Menschen Schwerins eng verbunden gewesen war, ein Grabmal auf dem Schweriner Alten Friedhof und ließ ein Ölgemälde zu ihrem Andenken anfertigen.

## Wirken in Schwerin

### Gründung des Augustenstiftes
Nach der Einschulung ihres Sohnes wurde Ida Masius mit 28 Jahren Mitglied des von Domprediger Heinrich Böcler (1805–1882) im Jahre 1852 gegründeten Schweriner Frauenverein für Krankenpflege. Gemeinsam mit anderen christlich gesinnten Schweriner Frauen aus Bürgertum und Adel half sie, ab 1853 als Leiterin, z. B. bei Erkrankungen oder finanziellen Problemen persönlich und mit Spenden zur Linderung der größten Not in den ärmsten Haushalten der Stadt.
Nachdem sich der Umbau des von Großherzog Friedrich Franz II. im März 1852 am Standort des heutigen Augustenstifts Schwerin erworbenen Schützenhauses - zunächst als „freies Arbeitshaus“ für arme und alte bedürftige Handwerker geplant und im April 1853 als Wohltätigkeitsstiftung nach seiner ersten Ehefrau „Augustenstift“ benannt - bereits 1853 wegen baulicher Probleme ins Stocken geraten war und für die sich neu ergebenden Sanierungsarbeiten bereits im Juli 1853 keine weiteren finanziellen Mittel mehr bewilligt werden konnten, wurde der Plan, das Augustenstift als freies Arbeitshaus für bedürftige und notleidende Menschen zu führen, vom Großherzog 1854 aufgegeben.
Im Juli 1854 trat überraschend der Verein für Krankenpflege mit seiner Leiterin Ida Masius auf den Plan. Im Auftrag des Vereins beantragte Dompastor Böckler, das Haus zur Aufnahme alleinstehender alter, kranker Menschen nutzen zu dürfen. Der Großherzog stellte dem Krankenverein das Gebäude zum Nießbrauch unter dem Protektorat der Großherzogin Auguste zur Verfügung, der Oberkirchenrat verfügte die Aufsicht des Stiftsvorstandes über die Tätigkeit des Krankenvereins sowie, die Beratung desselben durch Pastor Böckler.
Ida Masius widmete sich in den folgenden Monaten mit Planung, Einrichtung und ausschließlich der Gründung des von ihr und ihren Vereinsmitgliedern in Zusammenarbeit mit der Großherzogin Auguste geplanten Stifts für bedürftige, kranke alte Menschen. Die Eröffnung des Augustenstifts wurde von der Großherzogin für den 3. August 1855, den 31. Geburtstag von Ida Masius festgelegt. Beide verband bis zum Tod der Großherzogin 1862 eine tiefe Freundschaft.
Die Leitung des Augustenstiftes lag ab 1855 - in Absprache mit der Protektorin - bis 1862 ohne Absicherung im Stiftsstatut in den Händen von Ida Masius als Leiterin des Schweriner Frauenvereins für Krankenpflege, sie erhielt ein Arbeitszimmer im Gebäude. Am 7. März 1860 erhielt das Stift die Rechte einer juristischen Person; 1861 als evangelische Stiftung (pium corpus).
Nach dem Ableben der Großherzogin Auguste bot Friedrich Franz II. in einem persönlichen Brief an seine „liebe Masius“ vertrauensvoll seine eigene Person zur persönlichen Zusammenarbeit, alle Angelegenheiten des Stifts betreffend, an. Gleichzeitig bestimmte er Ida Masius im Stiftungsstatut von 1862 nun auch offiziell zur Leiterin des Vorstands des Augustenstiftes. Stiftspastor und Stiftsökonom wurden ihr beigeordnet. In diesem Amt wirkte sie von 1862 bis zu ihrem Ableben 1897.

### Gründung der "Vereinsschule" des Schweriner Frauenvereins
1863 setzte Ida Masius mit ihrem Krankenverein die Gründung einer „Vereinsschule“ als Zweigverein um, diese „sollte…Töchtern aus armen Familien Sonntags-Unterweisung in Gottes Wort gewähren, dann aber auch dieselben an einem, später an zwei Wochentagen durch Unterricht in den nützlichsten, weiblichsten Handarbeiten dazu bringen, daß sie beim Eintritt in einen Dienst den an sie gestellten Anforderungen genügen, oder doch wenigstens besser genügen könnten.“ 1877 wurde Ida Masius von Großherzogin Marie, der dritten Ehefrau des Großherzogs, die Leitung des Marien-Carolinen-Stiftes, einer Hauswirtschaftsschule für Mädchen aus armen Familien, übertragen.

### Gründung des Anna-Hospitals
Zu Beginn des Jahres 1866 rief Ida Masius eine Hospitalstiftung ins Leben mit dem Zweck, „armen, kranken Kindern, welche heilende Pflege weder in ihren Familien, noch in communalen Krankenhäusern finden können, solche zu gewähren“. So konnte sie - wiederum nach eigenem Konzept, mit geringen Eigenmitteln und darüber hinaus mit ausschließlich von ihr selbst eingeworbenen Spendengeldern – am 30. Dezember 1866 das erste auf die speziellen Bedürfnisse kranker Kinder ausgerichtete Kinder-Hospital in Mecklenburg eröffnen, das Bestand bis 1994 hatte. Das 1847 von Helene von Bülow in einer Häuslerei in Kleinow bei Ludwigslust eröffnete Kinderhospital mit sechs Betten – eine Anstalt zur Aufnahme und Pflege kranker Kinder – wurde mit Gründung des Stifts Bethlehem in Ludwigslust ab 1851 als Waisen- und Pflegehaus für chronisch kranke Kinder weitergeführt.
Ein Haus in der Schweriner Werdervorstadt sollte ausschließlich Kindern bis zum 14. Lebensjahr offenstehen, deren Eltern die Mittel für die medizinische Behandlung und häusliche Pflege nicht aufbringen konnten. Manche Kinder aus den ärmsten Schichten der Bevölkerung waren in einem so beklagenswerten Zustand, dass ärztliche Hilfe zu spät bzw. stationäre Aufenthalte bis zu einem Jahr nötig wurden. Im Kinder-Hospital wurden sie gegen ein sehr geringes Tagesentgelt behandelt – wenn die Familien selbst dieses nicht aufbringen konnten, wurde der Aufenthalt durch Spenden finanziert. Solche trafen fast täglich in Form von Geld- oder Naturalspenden ein, welche in den jährlich von Ida Masius herausgegebenen „Berichten über das Kinder-Hospital“ akribisch aufgelistet wurden. In Schwerin wurden kranke Kinder bis zu diesem Zeitpunkt in dem von Großherzog Paul Friedrich 1839 gegründeten, heute nicht mehr bestehenden Stadtkrankenhaus in der Schweriner Werderstraße gemeinsam mit erwachsenen Patienten behandelt. Eine spezielle, auf die Bedürfnisse von Heranwachsenden abgestimmte Behandlung gab es nicht; teilweise kam es sogar zur körperlichen Bestrafung der kleinen Patienten.
Ida Masius führte das Schweriner Kinder-Hospital - neben ihrer Vorstandstätigkeit im Alten- und Pflegestift und Krankenverein -  bis 1883 16 Jahre lang mit einem Arzt und zwei Diakonissen des Stifts Bethlehem. In diesem Zeitraum wurden dort 600 Kinder behandelt. Dabei strebte sie neben höchstmöglichen pflegerischen und hygienischen Standards eine erstklassige medizinische Versorgung an. Zusätzlich setzte sie – auch dies ein Novum in der damaligen Zeit – im Dienste der Genesung auf eine gesunde Aufbaukost und behutsame Mobilisation, möglichst an der frischen Luft. Die Kinder sollten mit gestärkten Abwehrkräften nach Hause zurückkehren.
Als 1876 der großherzogliche Leibarzt Carl von Mettenheimer den Schweriner praktischen Arzt Carl Bouchholtz (1827 – 1908) als medizinischen Mitarbeiter von Ida Masius ablöste, erreichte er durch zahlreiche Publikationen zum Fachgebiet Kinderheilkunde eine größere Anerkennung dieses Bereiches in der breiten Öffentlichkeit – den Ertrag seiner Schriften stellte er stets dem Kinder-Hospital zur Verfügung und verbesserte damit dessen oft kritische finanzielle Situation. Auch die dritte Ehefrau Friedrich Franz II., Großherzogin Marie, die seit ihrer Eheschließung mit Friedrich Franz II. 1868 Protektorin des von sich Ida Masius geleiteten Augustenstifts war und sich ihr eng verbunden fühlte, unterstützte das Kinder-Hospital in der heutigen Bornhövedstraße mindestens einmal mit einer Summe für dringend erforderliche Umbauten. Mehrmals kamen die Sonntagskollekten aus dem gesamten Großherzogtum dem Kinder-Hospital zugute Nach sechzehnjährigem Bestehen des Kinder-Hospitals in der Waisenstraße auf Spendenbasis ließ Friedrich Franz II. nach dem Tod seiner sechzehnjährigen Tochter aus 2. Ehe, Prinzessin Anna, 1882/1883 für das Kinderhospital einen Neubau am heutigen Platz der Jugend errichten. Die Einführung der Krankenversicherung auf nationaler Ebene im Deutschen Reich am 15. Juni 1883 ermöglichte fortan eine immer qualifiziertere medizinische Versorgung im Dienst an einer ständig wachsenden Patientenzahl. Dieses Gebäude beherbergte als „Anna-Hospital“ bis zum Jahr 1994 ein evangelisches Krankenhaus, dem Ida Masius – wie dem Augustenstift – bis zu ihrem Tod 1897 vorstand.

### Augustenstift und Anna-Hospital heute (Stand 2024)
Der Augustenstift zu Schwerin ist heute eine moderne evangelische Altenhilfe - und Pflegeeinrichtung, in der die sonntäglichen Gottesdienste und täglichen Morgenandachten der Gründungszeit fortgeführt werden. Zum Augustenstift gehören das Zentrum Demenz Schwerin und das Schweriner Hospiz am Aubach. 2004 beteiligte sich das Augustenstift zu Schwerin am Bieterverfahren der Stadt Schwerin und erhielt den Zuschlag. Heute ist der Augustenstift zu Schwerin der größte Gesellschafter der gemeinnützigen Sozius gGmbH, die 1994 als städtischer Eigenbetrieb gegründet worden war. Gemeinsam bilden die Einrichtungen das Schweriner "Netzwerk für Menschen" im Verbund der Diakonie.
Im Anna-Hospital und auf dessen Gelände befinden sich seit 1997 die Diakonie-Sozialstation Dom/Schloss gGmbHund die Evangelische Integrative Schule nach Montessori Schwerin sowie seit 1996 der Hospizverein Schwerin e.V.

## Ehrungen
Ida Masius erhielt den preußischen Louisenorden für ihre herausragenden karitativen Leistungen auf dem Gebiet der Armen- und Krankenpflege; außerdem das „Mecklenburgische Verdienstkreuz für Frauen und Jungfrauen“ für die Leitung des Schweriner Lazaretts während des Deutsch-Österreichischen Krieges 1866 sowie die Leitung der Werkstatt für den Bedarf der Frontsoldaten im Deutsch-Französischen Krieg 1870/71.
Das Kreuz für ihr Grab auf einem Stein aus schwarzem Syenit stifteten Großherzog Friedrich Franz III. und seine Geschwister. Es trug die Inschrift: „Der ersten Vorsteherin des Augustenstiftes in dankbarer Erinnerung von den Kindern der Großherzogin Auguste“ Heute ist es leider nicht mehr vorhanden; an seiner Stelle wurde am Totensonntag 1994 ein Gedenkstein aus weißem Marmor aufgestellt.
Ein von Louise Schmidt geschaffenes Porträt von Ida Masius, welches auf 1897 datiert ist, befindet sich in der Außenstelle Schwerin des Landeskirchenamtes der Nordkirche.
Im Schweriner Stadtteil Werdervorstadt wurde eine Straße nach Ida Masius benannt.